# Pavel Aleksandrov

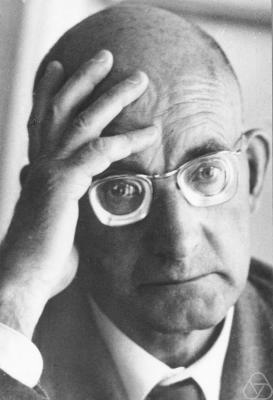
Pavel S. Aleksandrov

Pavel Sergejevitsj Alexandrov (Russisch: Павел Сергеевич Александров) (Noginsk, 16 november 1896 - Moskou, 7 mei 1982) was een Russisch wiskundige. Hij leverde belangrijke bijdragen aan de verzamelingenleer en de topologie. In totaal schreef hij ongeveer driehonderd artikelen.
In de topologie zijn de Alexandroff-compactificatie en de Alexandrov-topologie naar hem vernoemd.